# Südlicher Wacholderprachtkäfer
Der Südliche Wacholderprachtkäfer (Palmar festiva) ist ein Käfer aus der Familie der Prachtkäfer (Buprestidae) aus der Unterfamilie der Chrysochroinae aus der Gattung Palmar.

## Beschreibung
Die Käfer sind 6 bis 12 Millimeter lang. Der Körper ist gelbgrün glänzend, die Flügeldecken besitzen insgesamt circa 10 bis 13 symmetrisch angeordnete leuchtend blau gefärbte Flecken.

## Vorkommen
Südliche Wacholderprachtkäfer leben in Wärmegebieten. In Südeuropa sind sie bis hinauf nach Südtirol häufig zu finden, in warmen Gegenden Süddeutschlands bisher noch selten, die Käferart breitet sich jedoch über den Vertrieb von Zier- und Heckenpflanzen über Baumschulen weiter aus.

## Lebensweise
Die Larven entwickeln sich unter der Rinde von Wacholdern, Thuja-Bäumen und Zypressen.